# فريتز فينتر
فريتز فينتر (بالألمانية: Fritz Winter)‏ هو رسام ألماني، ولد في 22 سبتمبر 1905 في Bönen ‏ في ألمانيا، وتوفي في 1 أكتوبر 1976 في هيرشينغ في ألمانيا.

## وصلات خارجية
- فريتز فينتر على موقع مونزينجر (الألمانية)